# VW Golf Plus
Der VW Golf Plus ist ein von Ende 2004 bis Anfang 2014 gebauter Kompaktvan von Volkswagen. Er basiert wie der Golf V auf der PQ35/A5-Plattform. Mit einer Modellpflege zum Jahresende 2008 wurde er äußerlich dem Golf VI angepasst. Es wurden insgesamt mehr als 930.000 Fahrzeuge des Golf Plus produziert. Nachfolger ist der VW Golf Sportsvan.

## Modellgeschichte

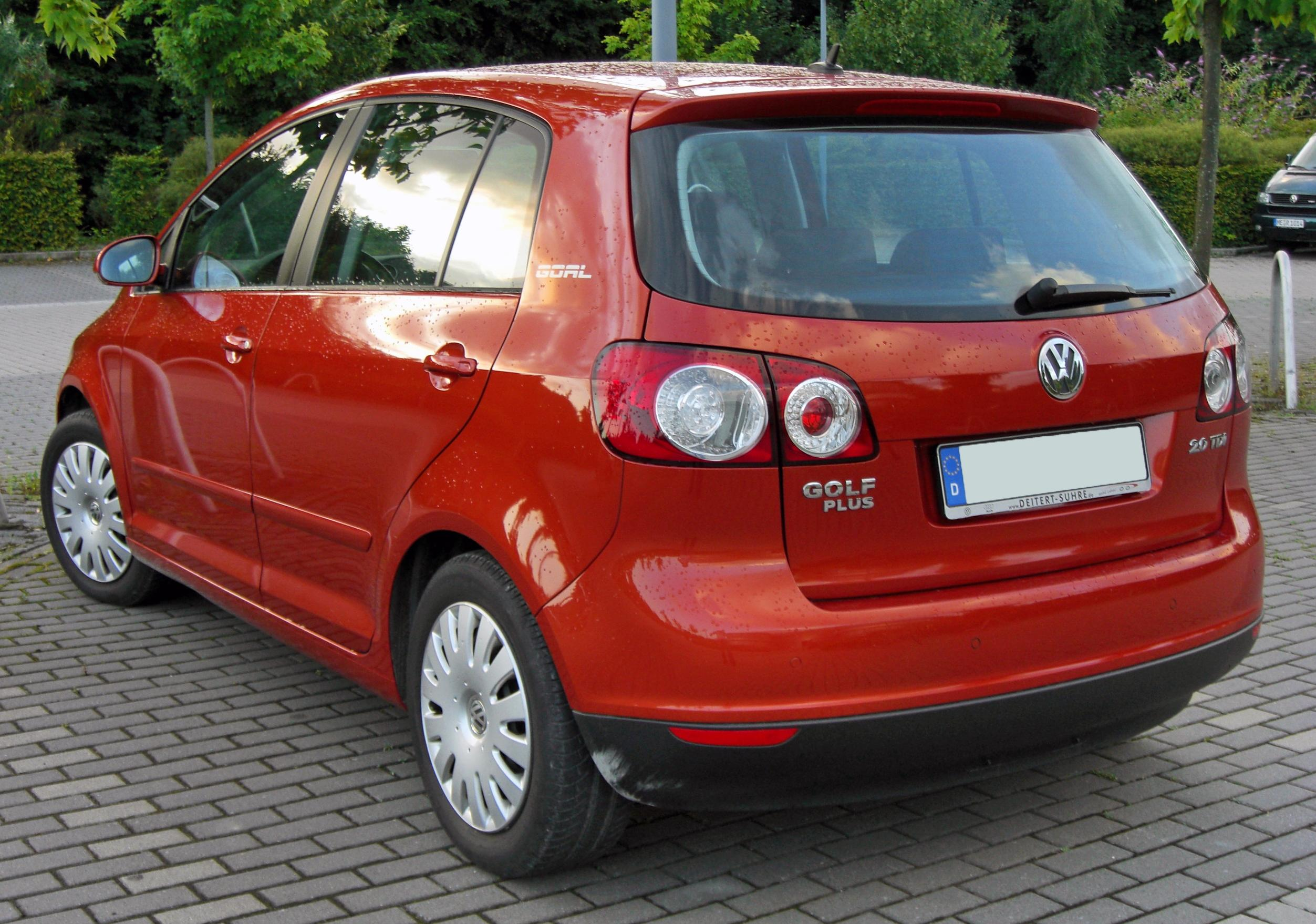
Heckansicht

Am 4. Dezember 2004 wurde der Golf Plus auf der Bologna Motorshow der Öffentlichkeit präsentiert.

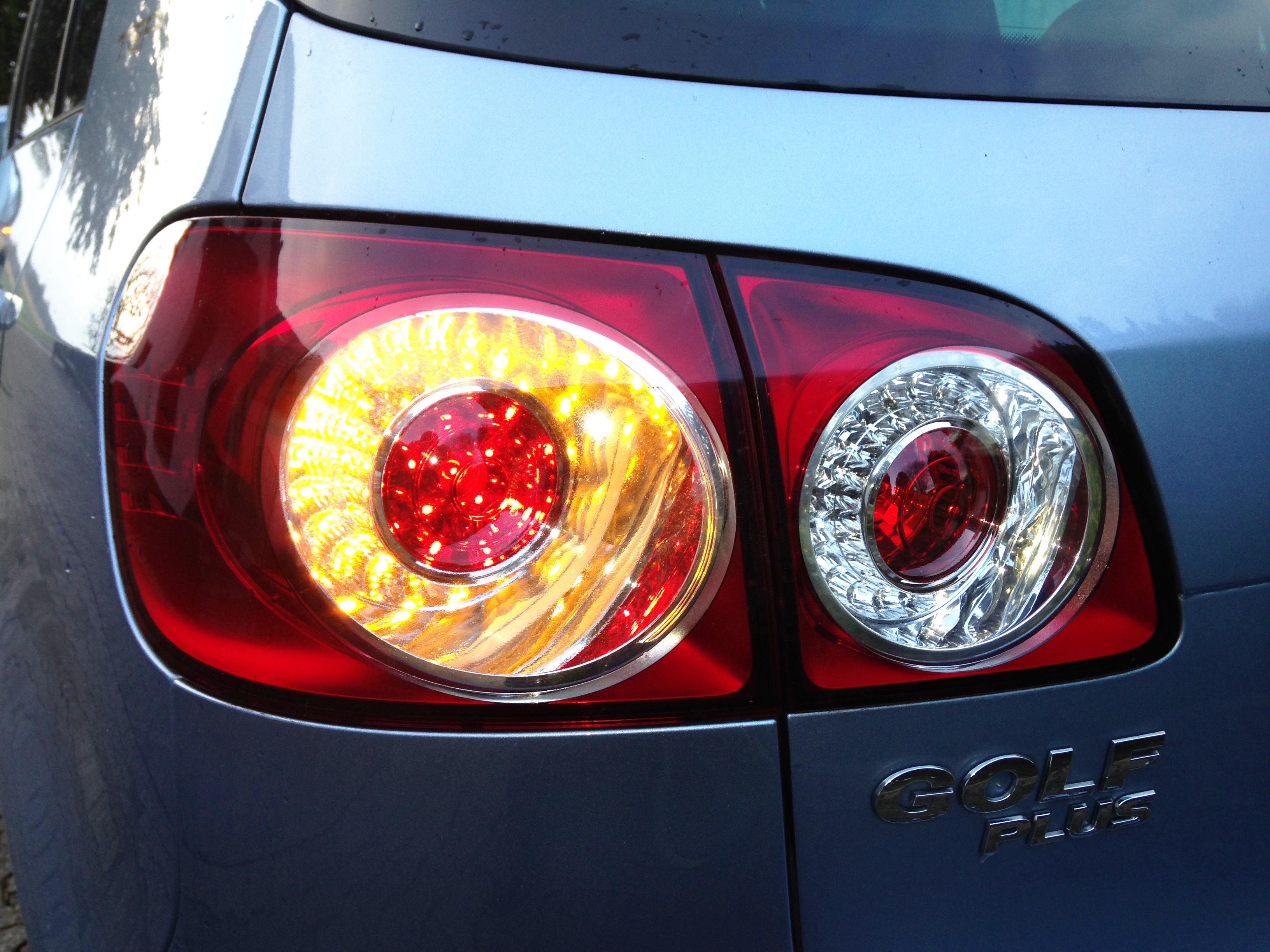
Rückleuchten mit LED-Technik

Der Golf Plus basiert auf der gleichen Plattform wie der Golf V, hat aber eine höhere, neu entwickelte Karosserie. Viele Teile des Golf V wurden auch im Golf Plus verwendet, beispielsweise Motoren, Getriebe, Kopfstützen und Außenspiegel. Im Unterschied zum normalen Golf wurden im Golf Plus – zum ersten Mal in der Kompaktklasse – serienmäßige LED-Rückleuchten verwendet.
Bis zum Erscheinen des Sondermodells Goal stand am Heck „Golf“; ab dann stand dort (bei allen Modellen) „Golf Plus“.

## Ausstattungslinien
Der Golf Plus Trendline hat die einfachste Grundausstattung und ist zugleich die günstigste Ausstattungsvariante. Sie bietet serienmäßig unter anderem ein elektronisches Stabilitätsprogramm (ESP), Zentralverriegelung mit Funkfernbedienung, Fahrersitz mit Höheneinstellung sowie Leuchtdioden-Rückleuchten.
Comfortline bietet zusätzlich unter anderem die Klimaanlage Climatic, 15-Zoll-Leichtmetallräder, Staufächer unter den Vordersitzen, eine Multifunktionsanzeige (MFA) und Geschwindigkeitsregelanlage (GRA).
Die Variante Sportline bietet 16-Zoll-Leichtmetallräder, Nebelscheinwerfer, aber auch Ausstattungen wie ein Sportlenkrad sowie einen Schaltknauf in Leder. Die restliche Ausstattung ähnelt der Comfortline.
Das Sondermodell United bietet zusätzlich zur Grundausstattung unter anderem die Klimaanlage Climatic, Sitze im Design Surprise, 16-Zoll-Leichtmetallräder, Schriftzug United, Coming-Home-Funktion und Leaving-Home-Funktion, Radiosystem RCD 210, Nebelscheinwerfer, beheizbaren Scheibenwaschdüsen, Scheinwerferreinigungsanlage, ParkPilot, eine Multifunktionsanzeige Plus und Geschwindigkeitsregelanlage.

## Modellpflege

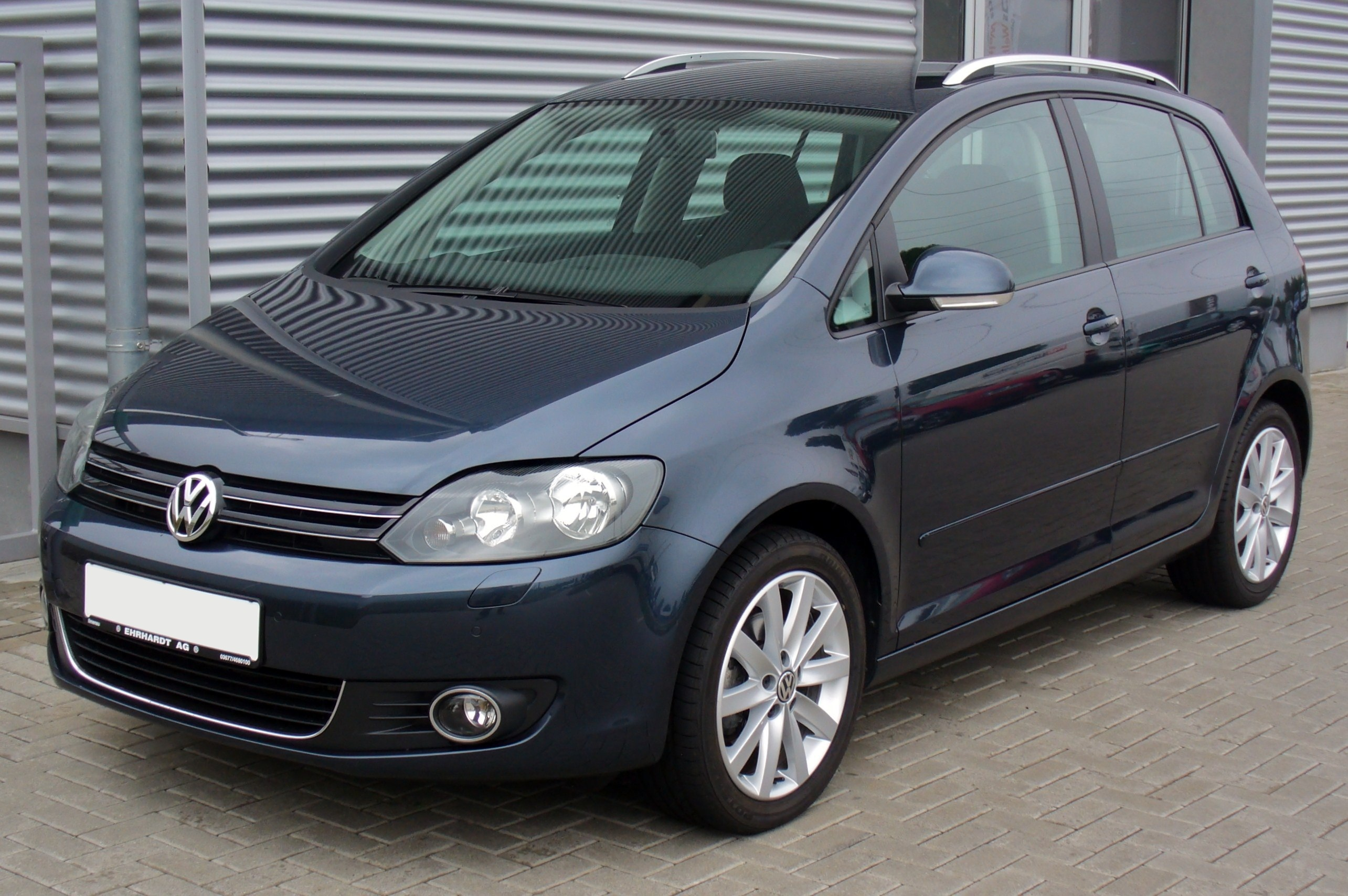
VW Golf Plus (2008–2014)

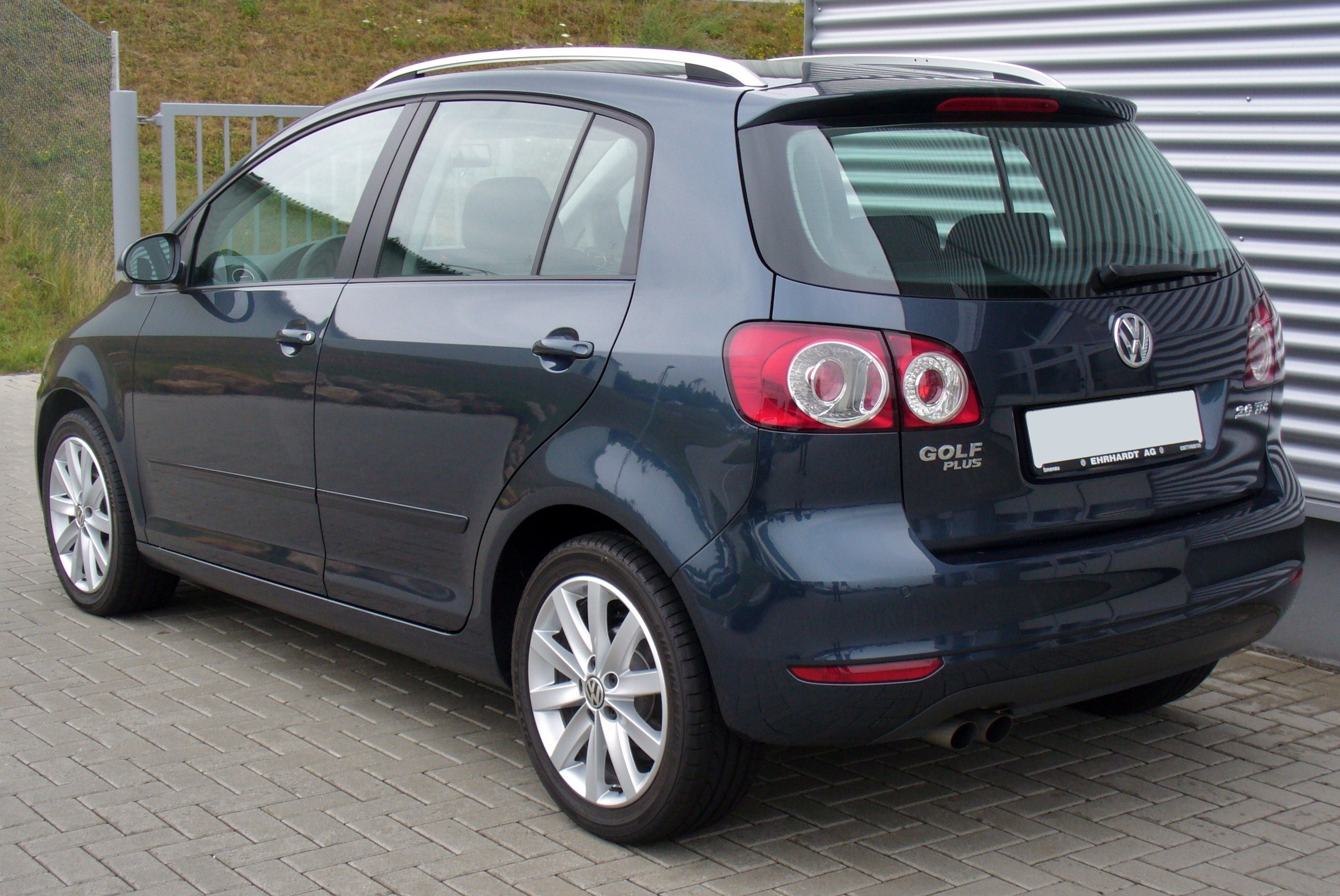
Heckansicht

Ende 2008 wurde der Golf Plus überarbeitet. Erkennbar ist dies hauptsächlich an den Frontscheinwerfern, die an den Golf VI angepasst sind.
Die Stoßfänger und der Kühlergrill wurden überarbeitet. Die Seitenansicht hat sich jedoch kaum verändert. Der Wagen hat neue Radkappen und Leichtmetallräder, ebenso eine serienmäßige Dachreling. Im Innenraum wurde das Design des Drehzahlmessers und Tachometers (neu mit weißer Hinterleuchtung; Kühlmitteltemperaturanzeige ist jetzt im Drehzahlmesser, Tankanzeige im Tachometer integriert) und die Multifunktionsanzeige erneuert, ohne die in „Röhren“ versenkten Instrumente des Golf VI zu übernehmen. Die Klimaanlage bekam neue Bedienelemente.
Die Ausstattungslinien Trendline und Comfortline blieben erhalten. Das Modell mit der höchsten Grundausstattung heißt Highline.
Auf der IAA 2013 wurde der designierte Nachfolger auf Basis des Golf VII vorgestellt, der Golf Sportsvan. Er kam im Mai 2014 auf den Markt.

## CrossGolf
Im September 2006 wurde der CrossGolf vorgestellt. Er basiert auf der Sportline des Golf Plus und ist ein weiteres Cross-Modell neben cross up!, CrossPolo und CrossTouran. Wie alle Cross-Modelle von Volkswagen wird auch der CrossGolf ausschließlich mit Frontantrieb verkauft.
Im Frühjahr 2010 wurde der CrossGolf überarbeitet und der aktuellen Designlinie angepasst.
Seit August 2012 wird der CrossGolf in Österreich unter dem Namen Golf Country verkauft.

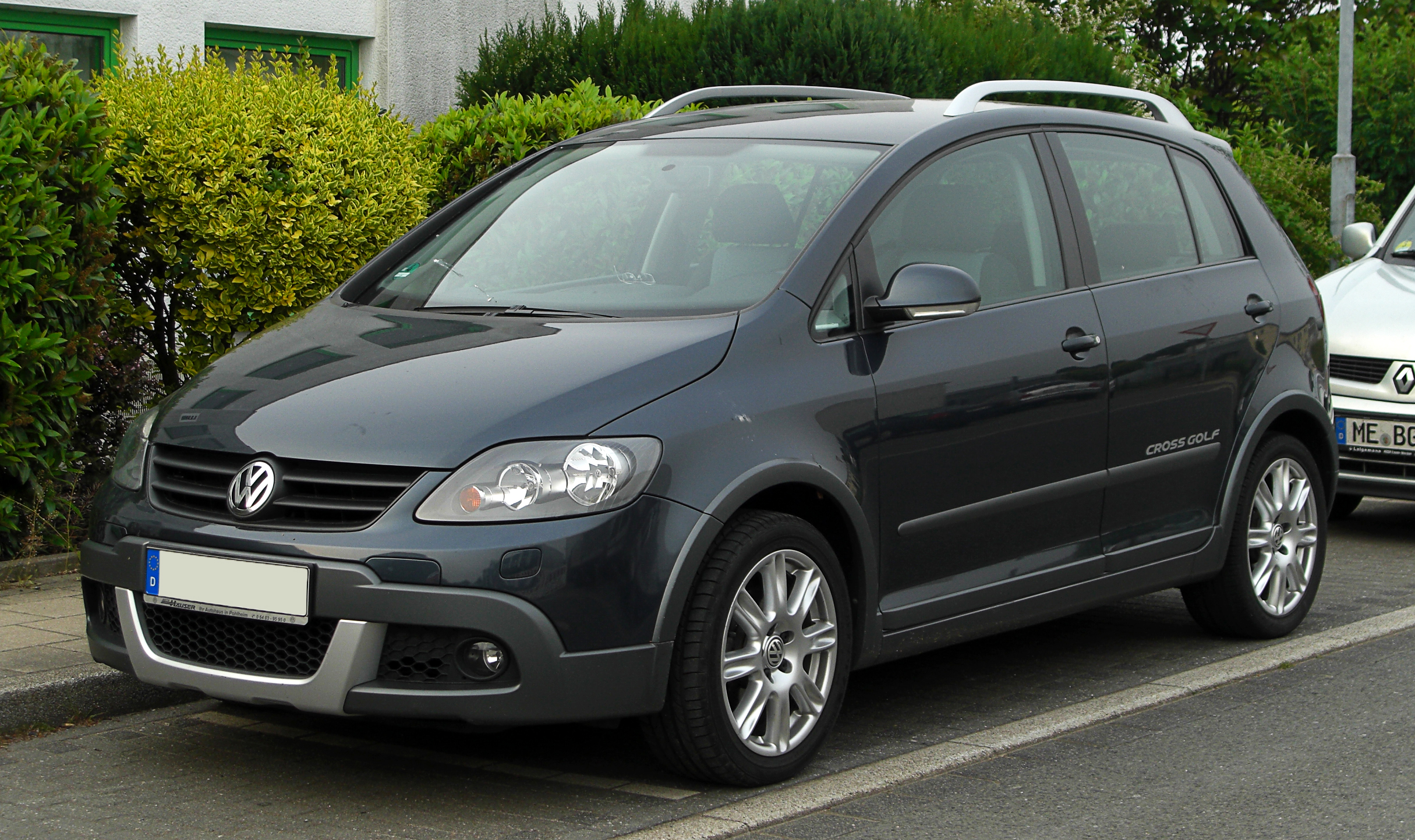
VW CrossGolf (2006–2010)
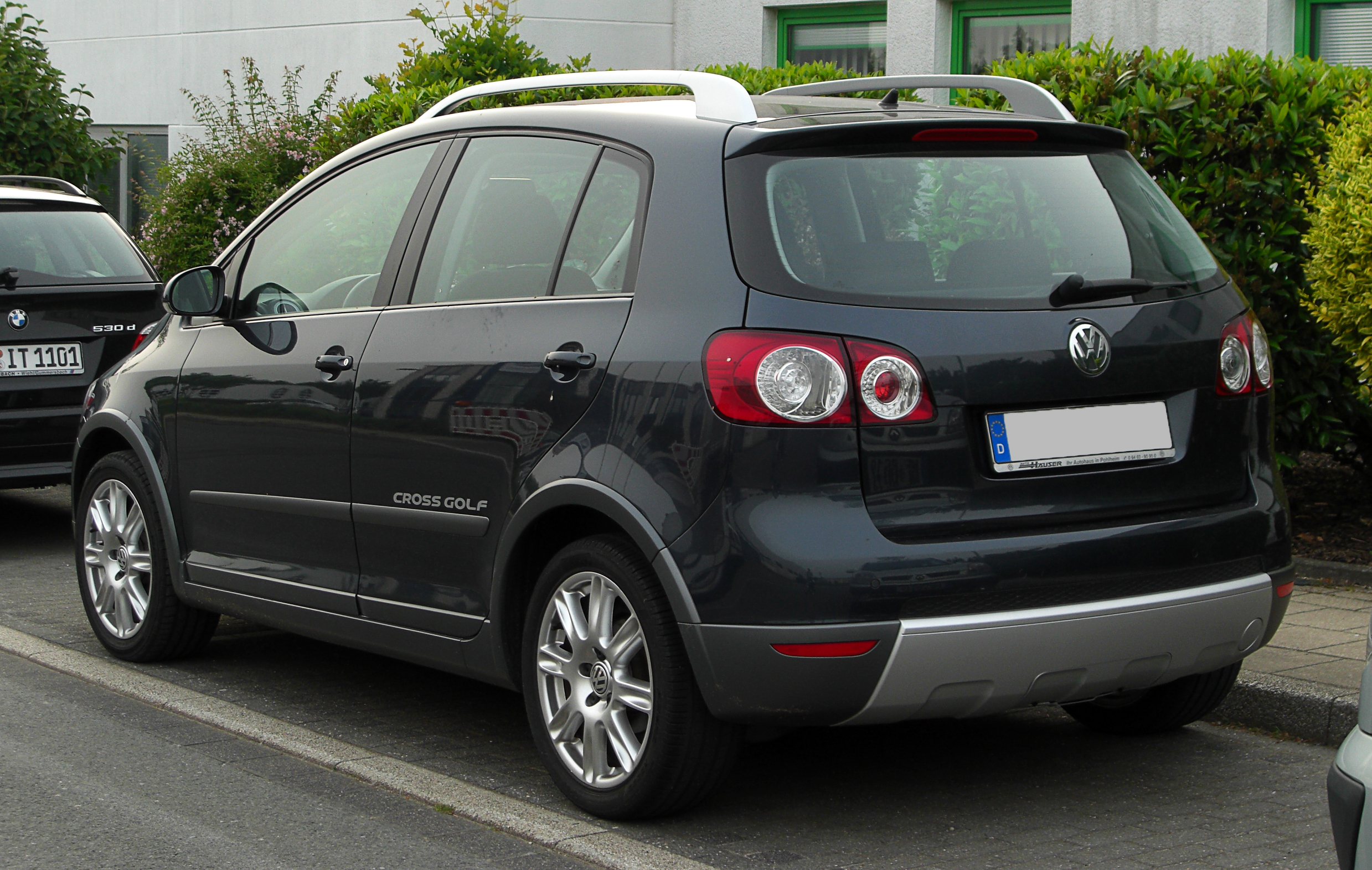
Heckansicht
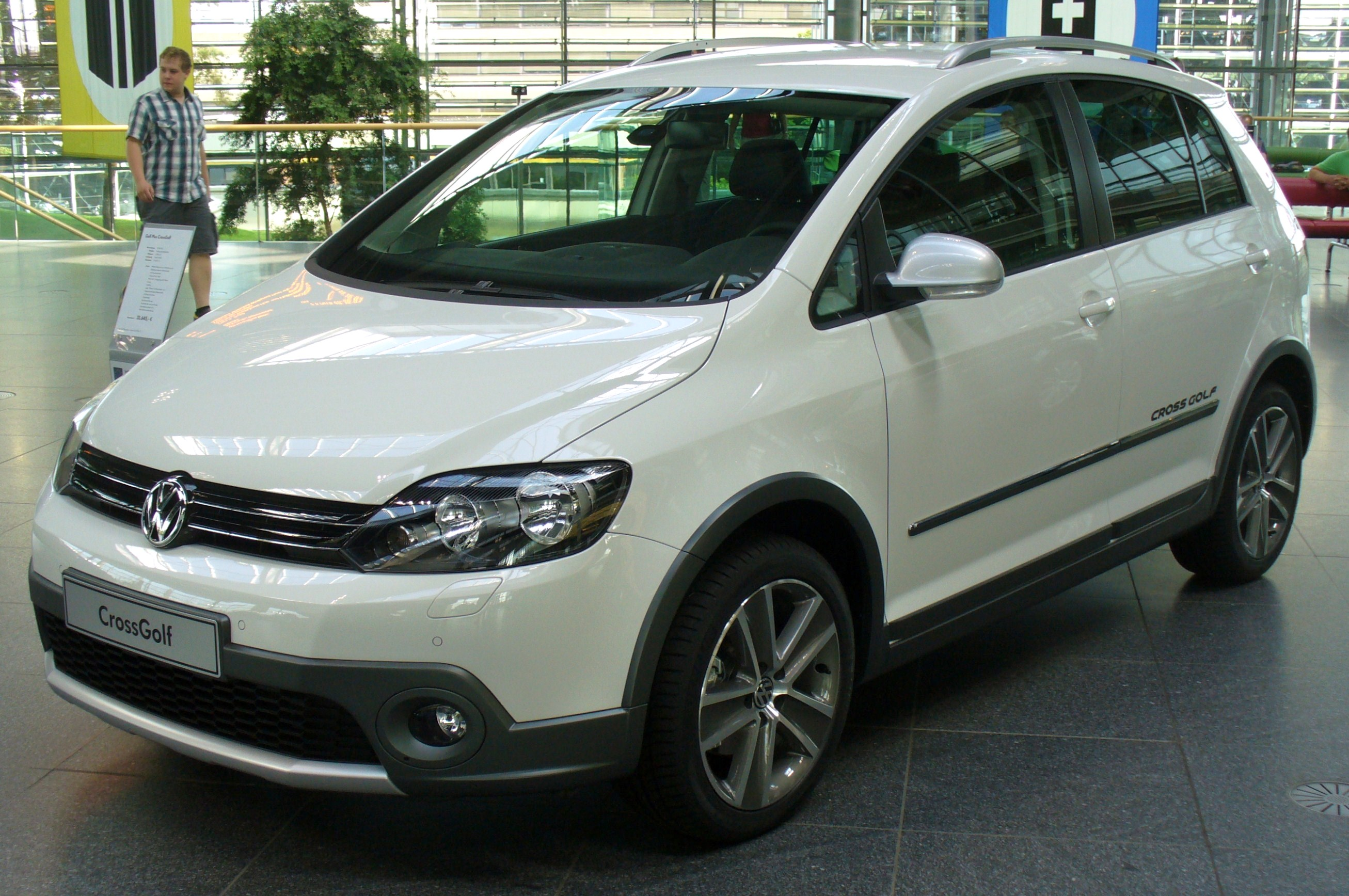
VW CrossGolf (2010–2014)
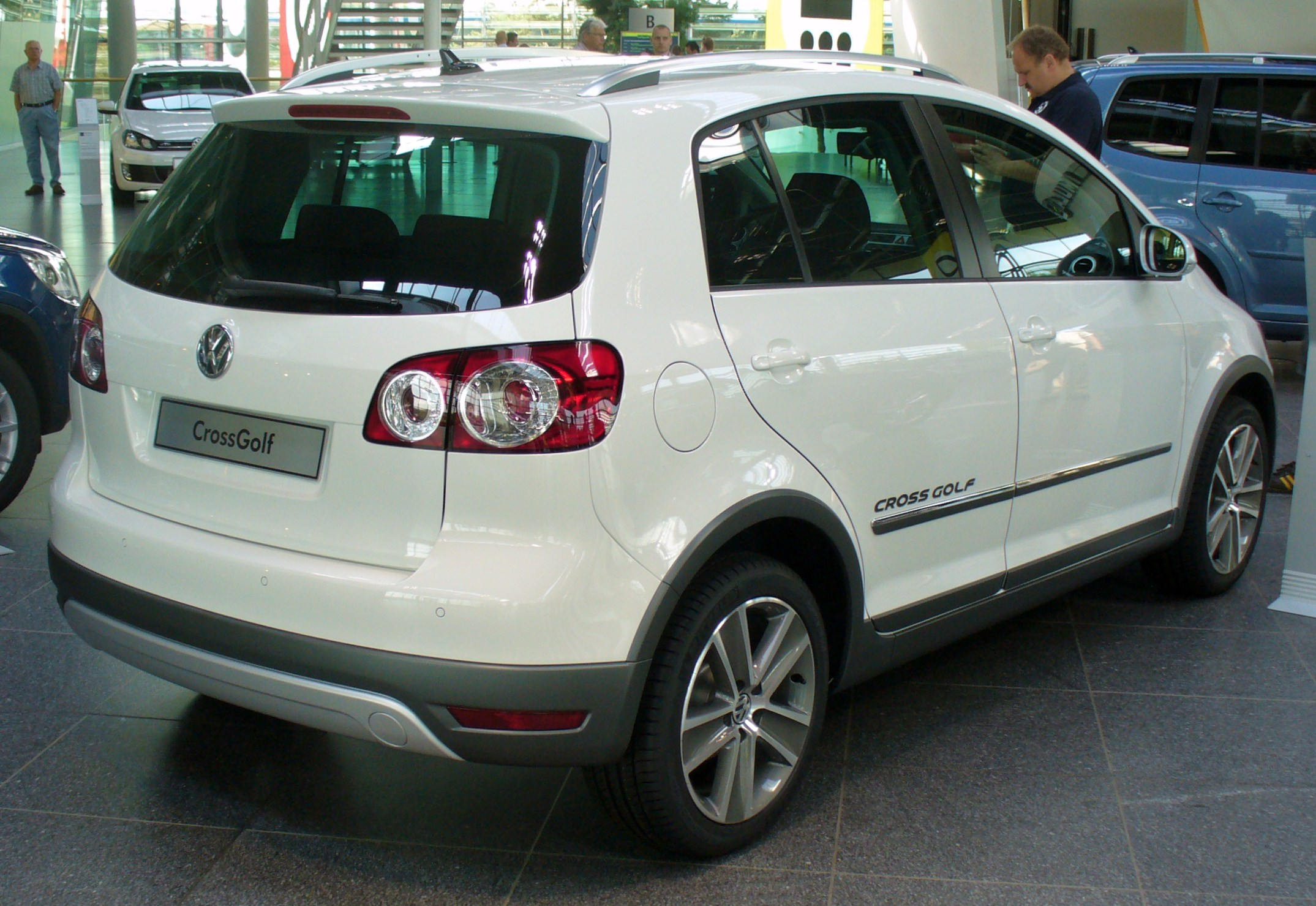
Heckansicht

## Ausstattungsvarianten

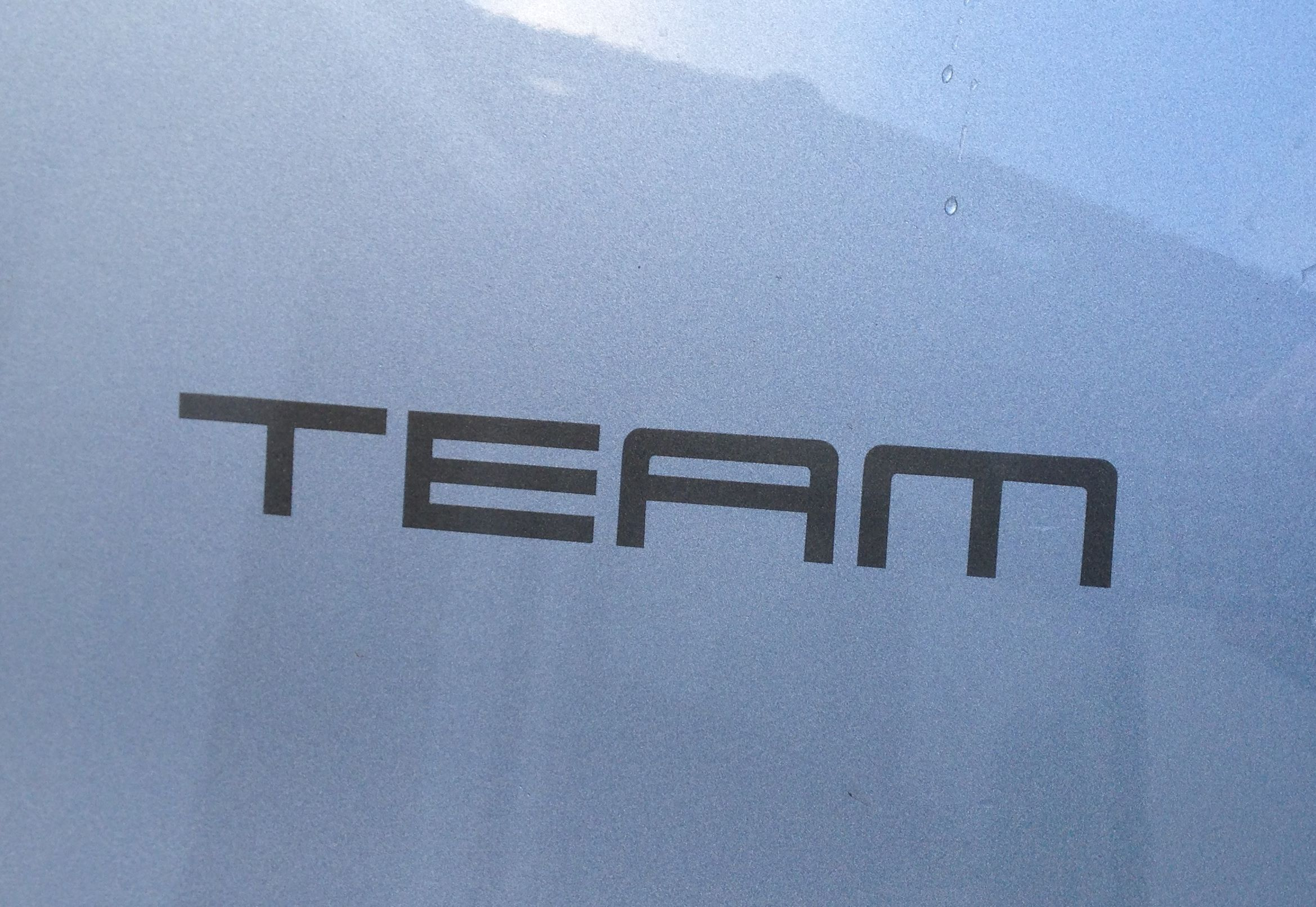
TEAM-Schriftzug an der C-Säule

Wie bei anderen Volkswagen-Modellen gab es auch beim Golf Plus die Ausstattungslinien Trendline, Comfortline, Sportline und Highline. Des Weiteren gab es über den gesamten Produktionszeitraum folgende Sondermodelle:
| - Edition - Goal - LIFE | - Match - Rabbit (nur Österreich) - Style | - Tour - Team - United |

## Motoren
- Sieben Ottomotorvarianten mit einer Leistung von zunächst 55 kW/75 PS (bis 2006), später 59 kW/80 PS bis 125 kW/170 PS.
- Fünf Dieselmotorvarianten mit einer Leistung von 66–103 kW (90–140 PS). Alle Motoren sind auch mit Dieselrußpartikelfilter (DPF) erhältlich, der Verbrauch erhöht sich dadurch um 0,1–0,4 l Diesel. Der 1.9-TDI-Motor mit 77 kW/105 PS ist mit DPF auch mit einem 6-Gang-Handschaltgetriebe erhältlich. Die Version mit Direktschaltgetriebe (DSG) hat in Kombination mit einem DPF sieben Stufen.
- Auch als BlueMotion erhältlich, mit 77 kW/105 PS und 5-Gang-Handschaltgetriebe. Veränderung des Motormanagements (Absenkung der Leerlaufdrehzahl). Aerodynamische Veränderungen wie Verkleidung des Unterbodens, Leichtlaufreifen und eine Tieferlegung um 15 mm. Der dritte, vierte und fünfte Gang des Getriebes sind länger übersetzt. Damit lässt sich ein Durchschnittsverbrauch von 4,8 l/100 km erreichen.
- Eine Autogasvariante (BiFuel) mit einer Leistung von 72 kW/98 PS und einem 5-Gang-Handschaltgetriebe.

| Modell | Zylinder/ Ventile | Hubraum  | Max. Leistung                                                      | Max. Drehmoment                                     | Motorkennung   | 0–100 km/h | Vmax     | Bauzeitraum         |
| Benziner | Benziner          | Benziner | Benziner                                                           | Benziner                                            | Benziner       | Benziner   | Benziner | Benziner            |
| --- | ----------------- | -------- | ------------------------------------------------------------------ | --------------------------------------------------- | -------------- | ---------- | -------- | ------------------- |
| 1.2 TSI (1) | 4/8               | 1197 cm³ | 63 kW (86 PS) bei 4800 min−1                                       | 160 Nm bei 1500–3500 min−1                          | CBZA           | 13,4 s     | 175 km/h | 06/2010–01/2014     |
| 1.2 TSI (1) (2) | 4/8               | 1197 cm³ | 77 kW (105 PS) bei 5000 min−1                                      | 175 Nm bei 1500–4000 min−1                          | CBZB           | 11,3 s     | 188 km/h | 10/2009–01/2014     |
| 1.4 | 4/16              | 1390 cm³ | 55 kW (75 PS) bei 5000 min−1                                       | 126 Nm bei 3800 min−1                               | BCA            | 16,2 s     | 161 km/h | 12/2004–04/2006     |
| 1.4 | 4/16              | 1390 cm³ | 59 kW (80 PS) bei 5000 min−1                                       | 132 Nm bei 3800 min−1                               | BUD, CGGA      | 14,9 s     | 169 km/h | 04/2006–01/2014     |
| 1.4 TSI (1) (2) | 4/16              | 1390 cm³ | 90 kW (122 PS) bei 5000 min−1                                      | 200 Nm bei 1500–4000 min−1                          | CAXA           | 10,2 s     | 195 km/h | 06/2007–01/2014     |
| 1.4 TSI (1) (2) | 4/16              | 1390 cm³ | 103 kW (140 PS) bei 5600 min−1                                     | 220 Nm bei 1750–4500 min−1                          | BMY            | 9,3 s      | 202 km/h | 10/2006–04/2008     |
| 1.4 TSI (1) (2) | 4/16              | 1390 cm³ | 118 kW (160 PS) bei 5800 min−1                                     | 240 Nm bei 1500–4500 min−1                          | CAVD           | 8,5 s      | 214 km/h | 04/2008–01/2014     |
| 1.4 TSI (1) | 4/16              | 1390 cm³ | 125 kW (170 PS) bei 6000 min−1                                     | 240 Nm bei 1500–4750 min−1                          | BLG            | 8,3 s      | 216 km/h | 04/2006–04/2008     |
| 1.6 (1) (2) | 4/8               | 1595 cm³ | 75 kW (102 PS) bei 5600 min−1                                      | 148 Nm bei 3800 min−1                               | BSE, BSF, CCSA | 12,0 s     | 180 km/h | 04/2005–04/2010 (3) |
| 1.6 MultiFuel | 4/8               | 1595 cm³ | 75 kW (102 PS) bei 5600 min−1                                      | 148 Nm bei 3800 min−1                               | CMXA           |            | 184 km/h | 05/2010–01/2014     |
| 1.6 BiFuel | 4/8               | 1595 cm³ | 72 kW (98 PS) bei 5600 min−1 (4) 75 kW (102 PS) bei 5600 min−1 (5) | 144 Nm bei 3800 min−1 (4) 148 Nm bei 3800 min−1 (5) | CHGA           |            |          | 03/2009–01/2014     |
| 1.6 FSI | 4/16              | 1598 cm³ | 85 kW (115 PS) bei 6000 min−1                                      | 155 Nm bei 4000 min−1                               | BLF, BLP       | 11,8 s     | 189 km/h | 12/2004–10/2007     |
| 2.0 FSI | 4/16              | 1984 cm³ | 110 kW (150 PS) bei 6000 min−1                                     | 200 Nm bei 3250–4250 min−1                          | BLR, BVY       | 9,2 s      | 205 km/h | 05/2005–04/2008     |
| (1) Auch mit Direktschaltgetriebe (DSG) erhältlich (2) Auch im CrossGolf erhältlich (3) Wurde in einigen Exportländern noch bis Produktionsschluss vertrieben (4) Beim Fahren auf Autogas (5) Beim Fahren auf Benzin                                          |                   |          |                                                                    |                                                     |                |            |          |                     |
| Modell | Zylinder/ Ventile | Hubraum  | Max. Leistung                                                      | Max. Drehmoment                                     | Motorkennung   | 0–100 km/h | Vmax     | Bauzeitraum         |
| Diesel |                   |          |                                                                    |                                                     |                |            |          |                     |
| 1.6 TDI (CR) (1) (2) | 4/16              | 1598 cm³ | 66 kW (90 PS) bei 4200 min−1                                       | 230 Nm bei 1500–2500 min−1                          | CAYB           | 11,8 s     | 184 km/h | 05/2009–01/2014     |
| 1.6 TDI (CR) (1) (3) | 4/16              | 1598 cm³ | 77 kW (105 PS) bei 4400 min−1                                      | 250 Nm bei 1500–2500 min−1                          | CAYC           | 12,1 s     | 184 km/h | 05/2009–01/2014     |
| 1.9 TDI (PD) (4) | 4/8               | 1896 cm³ | 66 kW (90 PS) bei 4000 min−1                                       | 210 Nm bei 1800–2500 min−1                          | BRU, BXF, BXJ  | 13,5 s     | 173 km/h | 04/2005–11/2008     |
| 1.9 TDI (PD) (3) (4) (5) | 4/8               | 1896 cm³ | 77 kW (105 PS) bei 4000 min−1                                      | 250 Nm bei 1900 min−1                               | BKC, BXE, BLS  | 11,9 s     | 183 km/h | 12/2004–11/2008     |
| 2.0 TDI (CR) (1) (3) | 4/16              | 1968 cm³ | 81 kW (110 PS) bei 4200 min−1                                      | 250 Nm bei 1500–2500 min−1                          | CBDC           | 11,6 s     | 189 km/h | 12/2008–09/2009     |
| 2.0 TDI (PD) (3) (6) | 4/16              | 1968 cm³ | 103 kW (140 PS) (7) bei 4000 min−1                                 | 320 Nm bei 1750–2500 min−1                          | BKD            | 9,7 s      | 202 km/h | 12/2004–11/2008     |
| 2.0 TDI (PD) (1) (3) (5) | 4/8               | 1968 cm³ | 103 kW (140 PS) (7) bei 4000 min−1                                 | 320 Nm bei 1800–2500 min−1                          | BMM            | 9,7 s      | 202 km/h | 11/2005–11/2008     |
| 2.0 TDI (CR) (1) (3) (5) | 4/16              | 1968 cm³ | 103 kW (140 PS) (7) bei 4200 min−1                                 | 320 Nm bei 1750–2500 min−1                          | CBDB           | 9,8 s      | 204 km/h | 12/2008–01/2014     |
| (1) Serienmäßig mit Rußfilter (2) Nur für einige Exportländer (3) Auch mit Direktschaltgetriebe (DSG) erhältlich (4) Auf Wunsch mit Rußfilter (5) Auch im CrossGolf erhältlich (6) Nicht mit Rußfilter erhältlich (7) Für einige Exportländer 100 kW (136 PS) |                   |          |                                                                    |                                                     |                |            |          |                     |